# Підгірне (Кременчуцький район)
Підгі́рне — село в Україні, у Кам'янопотоківській сільській громаді Кременчуцького району Полтавської області. Населення становить 273 осіб.

## Населення

### Мова
Розподіл населення за рідною мовою за даними перепису 2001 року:
| Мова       | Кількість | Відсоток |
| ---------- | --------- | -------- |
| українська | 273       | 100%     |

## Географія
Село Підгірне знаходиться за 3 км від правого берега річки Дніпро (Кременчуцькі плавні), примикає до сіл Білецьківка та Маламівка. Поруч проходять автомобільна дорога М22 (E584) та залізниця, роз'їзд 270 км.
Відстань до райцентру становить близько 11 км і проходить автошляхом E584.

## Пам'ятки
Неподалік від села розташований ландшафтний заказник місцевого значення Балка Широка.